# Additive Farbmischung

Additive Farbmischung

Die additive Farbmischung (auch additive Farbsynthese oder physiologische Farbmischung) ist ein Phänomen, das die Änderung des vom Auge empfundenen Farbeindrucks durch sukzessives Hinzufügen eines jeweils anderen Farbreizes beschreibt (additiv = hinzufügend). Grundsätzlich ist das Farbsehen mit Hilfe unterschiedlich farbempfindlicher Sensoren im Auge eine additive Mischung. Da die additive Farbmischung in Auge und Gehirn stattfindet, wird sie auch physiologische Farbmischung genannt.
Die additive Mischung bei den Trichromaten, zu denen die Menschen gehören, wird durch die Dreifarbentheorie von Thomas Young und Hermann von Helmholtz beschrieben. Werden die drei Primärfarben Rot, Grün und Blau in geeigneter Helligkeit addiert, entsteht die Farbempfindung Weiß. Die Empfindung ist Schwarz, wenn die Summe Null ist (kein Licht). Die Summen aus zwei Primärfarben bewirken die Empfindungen Gelb, Cyan und Magenta (Sekundärfarben).
Das Erzeugen örtlich oder zeitlich nahe beieinander liegender Farbreize wird auch schon additives Farbmischen genannt, obwohl der wirksame Mischprozess erst in Auge und Gehirn stattfindet.
- Durch „enge“ Bündel von unterschiedlich farbigen Lichtquellen (zum Beispiel auf Bildschirmen und Monitoren) oder Farbtupfer (wie auf Bildern in der Maltechnik des Pointillismus) entsteht ein Gesamteindruck; ein solches „enges“ Bündel wird als Einheit und nicht als mehrere Lichtquellen oder mehrere Tupfer wahrgenommen.
- Ein rascher zeitlicher Wechsel farbiger Flächen, wie es beim Farbkreisel erreicht wird, ergibt in der Wahrnehmung einen einheitlichen Eindruck der Fläche.
- Die gleichzeitige Beleuchtung einer diffus streuenden Bildwand mit unterschiedlich farbigen Lichtquellen entspricht dem Grenzfall enger Bündel unterschiedlich farbiger Punkte, weil jeder Punkt der Oberfläche (diffus) das Licht aller Quellen reflektiert.

Wenn spektrale Teilbereiche aus dem Licht der Lichtquellen in ihrer Intensität verringert werden, spricht man von subtraktiver Farbmischung (subtraktiv = wegnehmend). Die subtraktive Farbmischung wird auch Physikalische Farbmischung genannt, weil sie im Gegensatz zur Additiven Farbmischung rein gegenständlich ist und nicht nachträglich in Auge und Gehirn stattfindet.

## Funktionsweise

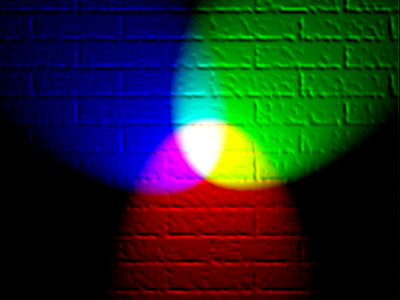
Additive Farbmischung bei Beleuchtung einer weißen Wand mit drei Scheinwerfern in den Grundfarben Blau, Grün und Rot.

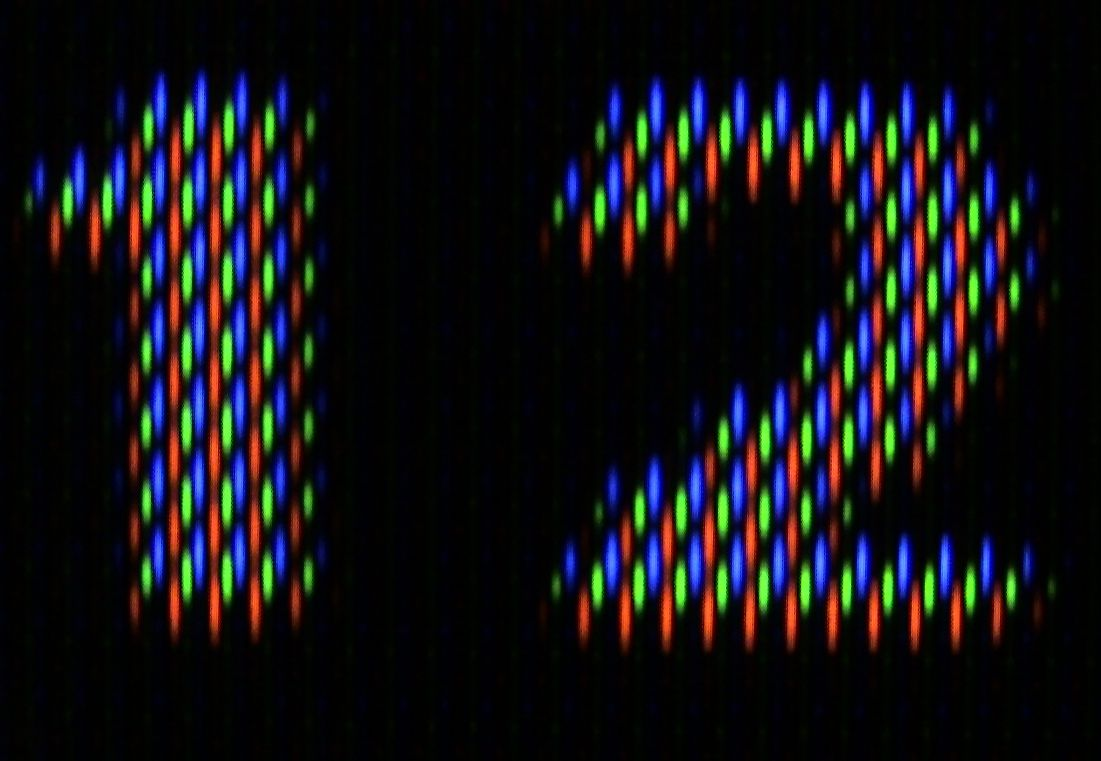
Darstellung einer weißen „12“ auf schwarzem Hintergrund auf einem Röhrenfernseher. In der Nahaufnahme erkennt man die einzelnen Farben, aus denen die Ziffern zusammengesetzt sind.

Das Ideal der additiven Farbmischung lässt sich durch eine Situation darstellen, in der drei Scheinwerfer gleicher Farbintensität mit den Lichtfarben Rot, Grün und Blau eine weiße Fläche beleuchten, wobei sich die drei Farbkreise teilweise überschneiden. Jeder der drei Projektionskreise erscheint in seiner reinen Farbe, solange er allein auf die Projektionsfläche trifft. Überschneiden sich zwei Lichtkreise, so entstehen Sekundärfarben, die Farben Gelb, Magenta und Cyan. In der Mitte überschneiden sich alle drei Lichtkreise – die Mischung erscheint Weiß. Die Farbe Schwarz wird durch die Dunkelheit im umgebenden Raum repräsentiert. Durch Intensitätsregelung der Lichtstrahler lässt sich im Überschneidungsbereich aller drei Grundfarben jede beliebige Farbnuance einstellen. An Überschneidungsflächen entstehen dabei farbige Schatten.
| Rot | + | Grün |   |      | = | Gelb    |
|     |   | Grün | + | Blau | = | Cyan    |
| Rot |   |      | + | Blau | = | Magenta |
| Rot | + | Grün | + | Blau | = | Weiß    |

## Einsatzgebiete
Die additive Farbmischung ist Grundlage für jene Farbwiedergabeverfahren, die auf dem RGB-Farbraum beruhen. Anwendungen bestehen im Besonderen bei Bildschirmen, wie beim Farbfernsehen. Die Digitalfotografie beruht ebenfalls auf dieser Form. Je nach dem farbwiedergebenden Verfahren kommen unterschiedliche Raster zum Einsatz, wie das Kornraster-, das Linienraster- oder das Linsenraster-Verfahren. Die technischen Probleme der Farbwiedergabe beruhen vor allem auf der Verfügbarkeit von wirtschaftlich, technologisch und technisch geeigneten Leuchtstoffen mit entsprechender Lumineszenz im erforderlichen Anregungsbereich. Die Beschreibung von farbigen Flächen auf Webseiten kann durch eine entsprechende Angabe der Anteile der Primärfarben in Webfarben umgesetzt werden.
Bei technischen Systemen wird die additive Farbwiedergabe mit unterschiedlichen dreidimensionalen Farbmodellen beschrieben. Ziel ist es dabei, diese möglichst der „naturgewohnten Färbung des Nutzers“, dem natürlichen LMS-Raum, anzupassen. Durch Zusatzlichter (also Vierdimensionalität) kann der (technisch) darstellbare Farbraum verbessert werden. Diese Möglichkeit wählte Sharp erstmals 2010 bei seinen LCD-Fernsehern. Mit einem vierten Leuchtstoff zu den bisherigen RGB-Pixeln, roten, grünen, blauen Leuchtpunkten, werden gelbe Subpixel (RGBY) für die Farbmischung eingebaut. Durch rechnerische Umwertungen werden diese (erweiterten) Leuchtpunkte angesteuert. Technisches Ziel ist die verbesserte Wiedergabe der kritischen Gelb-, Gold- und Brauntöne und der Hauttöne. Diese Wiedergabeprobleme beruhen auf der (hier) begrenzten Verfügbarkeit von wirtschaftlich vertretbaren Leuchtstoffen, wodurch nicht die „idealen“ Primärfarben bereitstehen.
Im Gegensatz zur Mischung von „Farblichtern“ steht die subtraktive Farbmischung für die Mischung von Körperfarben, womit die farbgebende Wirkung bei der analogen Fotografie und dem Vierfarbendruck erreicht wird.